# Nam Hyun-hee
Nam Hyun-Hee (koreanska: 남 현희), född den 29 september 1981 i Seongnam, är en sydkoreansk fäktare som tog OS-brons i damernas lagtävling i florett i samband med de olympiska fäktningstävlingarna 2012 i London.
Vid de olympiska fäktningstävlingarna fyra år tidigare i Peking tog hon OS-silver i damernas individuella floretturnering.